# Ninpen Manmaru
Ninpen Manmaru (忍ペンまん丸? lett. "Manmaru il ninja pinguino") è un manga di Mikio Igarashi. L'opera è stata pubblicata tra il 1995 e il 1999 da Enix sulla rivista Monthly Shōnen Gangan ed è stata raccolta in undici volumi tankōbon. Ne è stato tratto un adattamento televisivo anime trasmesso dal 1995 al 1998.
È un Manga Comico Ma non Con una Comicità Sgarbata è Chiaramente Rivolta ad un Pubblico Adolescenziale come A Certain Magical Index no, Qui Si Parla di un Normalissimo Manga Scritto Per un Pubblico di Bambini anche se Non È Pubblicato Su una Rivista Kodomo.

## Trama
L'apprendista ninja pinguino Manmaru, vive nella foresta e nonostante gli insegnamenti del suo maestro Tanutaro non riesce a migliorare per niente, combinando spesso confusione e pericoli. Nonostante ciò l'amicizia fra lui, il suo sensei e il suo amico Tsunejiro, lo aiuteranno nelle battaglie contro gli spiriti malvagi della foresta, e a poco a poco capirà sempre di più l'importanza dell'amicizia, imparando nuove abilità.

## Personaggi
- Manmaru (まん丸)

Doppiato da: Haruna Ikezawa
Manmaru è un giovane pinguino che sogna di diventare un ninja e per questo si fa allenare dal maestro Tanutaro al suo dojo. Il pinguino non è molto abile nel ninjitsu e finisce spesso col mettere in pericolo lui e gli abitanti della foresta in cui vive, ma l'amicizia con Tanutaro e Tsunejiro, il suo migliore amico, lo cambia radicalmente e gli permette di imparare nuove abilità, combattendo i malvagi spiriti della foresta.
- Tanutaro (タヌ太郎)

Doppiato da: Kappei Yamaguchi
Tanutaro è il sensei ninja di Manmaru che vive nel suo dojo della foresta. Egli fin da piccolo si allenava per poter diventare un ninja a tutti gli effetti, e grazie al suo maestro Yamigozo riuscì a realizzare il suo sogno. Ha molta pazienza, dimostratosi allenando Manmaru, poiché il pinguino non fa altro che sbagliare. Combatte insieme a Manmaru e Tsunejiro gli spiriti della foresta.
- Tsunejiro (ツネ次郎)

Doppiato da: Tomokazu Seki
Tsunejiro è una Volpe migliore amico di Manmaru e allievo di Tanutaro. Lui e Manmaru sono amici fin da piccoli, quando giocavano a fare i ninja. I due avevano lo stesso sogno e per questo diventano allievi del maestro ninja Tanutaro.

## Media

### Anime
L'anime scritto da Mikio Igarashi e diretto da Tetsuo Yasumi è formato da 48 episodi ed è iniziata il 5 luglio 1995 ed è finita il 28 marzo 1999. La sigla di apertura è Bokutte Manmaru (ボクってまんまる?), mentre quella di chiusura Kagayakeru hoshi (輝ける星?).